# Mine Rose Lake
La mine Rose Lake est une mine d'or située au Canada, sur le territoire québécois d'Eeyou Istchee Baie-James, près du lac Madelaine (canton Currie), à 48 kilomètres au nord de Lebel-sur-Quévillon. La mine est en opération de 1936 à 1939.

## Historique
Le gisement est découvert au cours de l'automne 1934 par John Wabanoni, trappeur autochtone. La même année, la propriété minière est acquise par l'entreprise Prospectors Airways. L'entreprise poursuit des travaux d'exploration jusqu'en 1936, année où elle constitue la Lake Rose Mines Ltd. Les travaux se poursuivent, et entre 1936 et 1938, l'entreprise creuse des puits et des galeries de 600 mètres au sud du lac Madelaine. Le contexte de cette découverte est marqué par une exploration minière intensive dans le nord du Québec (secteur de l'Abitibi, de Chibougamau-Chapais), permis par le développement de l'aviation de brousse.

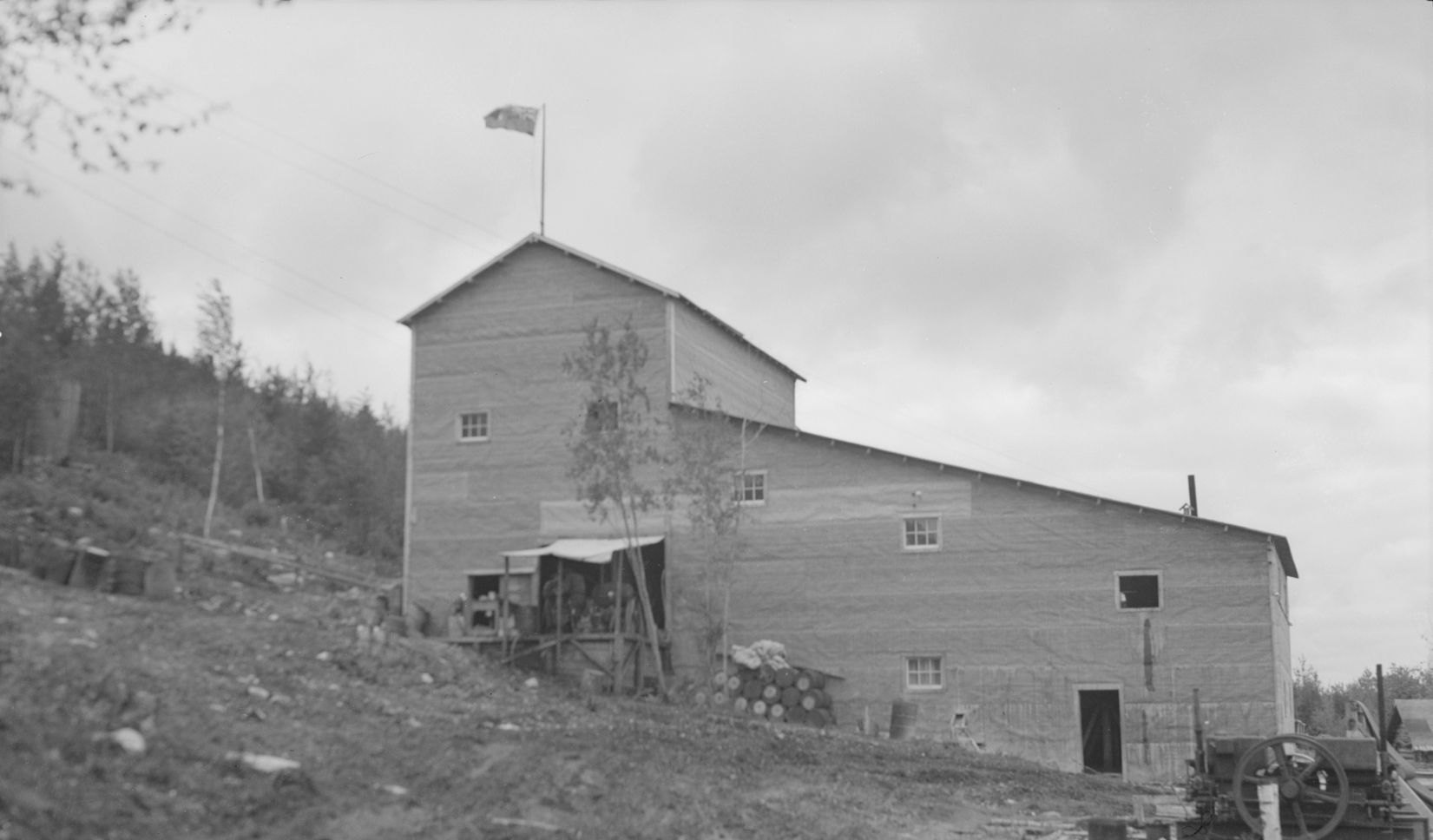
Installations de la mine Rose Lake en 1947.

En juin 1938, l'entreprise aménage un atelier d'usinage sur le site. Le matériel est alors acheminé par avion. En août 1938, le gouvernement provincial annonce le début de la construction d'une route entre Senneterre et la mine Rose lake,. Le contrat de construction de la route est octroyé en 1939, bien que la mine aie cessé ses opérations en mars de la même année. Les résultats des travaux sont décevants. Le contexte des mines de l'époque est aussi difficile : l'éloignement et les coûts d'exploitation cause la fermeture des premières mines du territoire, comme la mine Opémiska et la mine Obalski,. En 1940, la Lake Rose Mines Ltd. procède à l'abandon de sa charte et deux ans plus tard, ses biens sont liquidés.
Des travaux de forages sont entrepris en 1975 et au cours des années 1980 dans le secteurs, mais ne mènent pas à la reprise des activités minières,.